# Хотесловичи
Хотесловичи — деревня в Кардымовском районе Смоленской области России. Входит в состав Шокинского сельского поселения. Население — 9 жителей (2007 год). 
Расположена в центральной части области в 10 км к северу от Кардымова, в 6 км южнее автодороги М1 «Беларусь», на берегу реки Орлея. В 1,5 км севернее деревни расположена железнодорожная станция Присельская на линии Москва — Минск. 

## История
Название связано со славянским личным именем Хотѣславъ. Также были варианты названия Хотеславичи и Хотиславичи.
В царские времена деревня входила в состав Духовщинского уезда.
В годы Великой Отечественной войны деревня была оккупирована гитлеровскими войсками в августе 1941 года, освобождена в сентябре 1943 года.